# Капа за пливање
Капа за пливање или капа за купање је чврсто припијајући одевни предмет, обично направљен од силикона, латекса или ликре, који носе на глави рекреативни и такмичарски пливачи.
Капе за пливање се носе из различитих разлога. Могу се носити да би се: спречило да коса доспе на лице пливача, смањио отпор при пливању, заштитила коса од хлора или оштећења од воде и сунца, одржала коса сувом, одржала глава топлом или (понекад у комбинацији са чепићима за уши) да би се спречило да вода уђе у уши. Капе се такође могу носити као ознака нивоа вештине на часовима пливања.

## Историја
Капе за пливање су направљене од гумиране тканине почетком 20. века. До 1920-их, биле су направљене од латекса. Најраније капе са каишем за браду биле су познате као „капе у пилотском стилу“ јер су подсећале на кожне кациге са каишевима које су користили пилоти тог времена. Током 1940-их, капе за пливање су постале реткост јер је гума била потребна за ратне материјале. Фризура са трајним таласима захтевала је време и била је скупа, па су многе жене желеле да заштите косу док пливају. Педесетих година прошлог века у моду су ушле украшене капе, а током шездесетих година прошлог века популарне су постале капе за пливање са шареним цветним латицама. Мушке дуге фризуре крајем 1960-их и почетком 1970-их довеле су до повећане употребе капа за пливање код мушкараца. Ношење капа за пливање је изашло из моде током 1970-их. Капе за пливање доступне су у различитим стиловима: традиционални тип са каишем за браду са унутрашњим заптивањем како би се спречио улазак воде, шарени цветни стилови који подсећају на 1960-те, као и други графички принтови.
Недавно су Токс Ахмед и Мајкл Чепмен креирали капу за пливање посебно дизајнирану за дредове, коврџе или екстензије за косу и волуминозну косу. Назвали су је Soul Cap (Капа душе), али је забрањена на Летњим олимпијским играма 2020. због своје величине и конфигурације. ФИНА је 2. септембра 2022. године одобрила употребу специјалних капа за сва будућа такмичења.

## Двоструке капе
Многи пливачи имају проблема са проналажењем капе за пливање која ће им косу држати сувом. „Двоструке капе“ — ношење две капе за пливање — може обезбедити бољу заштиту при пливању. Унутрашња силиконска или латекс капа за пливање навучена ниско преко ушију, носи се испод друге традиционалне капе за пливање са каишем за браду и унутрашњим заптивањем, и може пружити жељену заштиту. „Двоструке капе“ такође користе учесници пливања на отвореним водама како би обезбедили топлоту.
Да би се постигла што равнија површина за максималну аеродинамичност, понекад се ставља унутрашња латекс капа, затим преко латекс капе наочаре за пливање, а затим се преко тога ставља друга, чврста силиконска капа за пливање.

## Правила пливања у Ламаншу
Енглеска „Федерација за пливање и пилотирање Ламанша“ и „Удружење за пливање Ламанша“ наводе да се „једна стандардна капа за пливање“ може користити за званична пливања на Ламаншу. Капу мора одобрити званични посматрач који прати пливача на пилотском чамцу преко канала. „Стандардне капе за пливање“ које су годинама користили пливачи преко Ламанша укључују капе за пливање од чврсте гуме, капе за пливање од ливеног гуме са каишем за браду, капе за пливање од мехурасте креп гуме са каишем за браду, силиконске капе за пливање и латекс тркачке капе за пливање. Капе за пливање које имају неопрен унутар своје конструкције, као што је „Barracuda Hothead“, или које су у потпуности направљене од неопрена, нису дозвољене за пливања за рекорд у Ламаншу. Неколико других пливачких трка на дуге стазе, као што је пливање у каналу Санта Каталина у Калифорнији, имају слична правила за рекордне пливачке трке. Капе за пливање које се носе за пливање у отвореним водама треба да буду видљивих боја које се разликују од боје воде како би их посматрачи могли безбедно пратити, а оператери пловила могли видети.

## Галерија
- Двострука капа
- Капа за купање из 1960-тих са цветним латицама
- Силиконска капа за пливање
- Капа за пливање са каишем за браду